# Roccascalegna
Roccascalegna è un comune italiano di 1 019 abitanti della provincia di Chieti in Abruzzo. È uno degli undici comuni membri della Comunità montana Aventino-Medio Sangro.

## Storia

### Origini del nome
Sono diverse le ipotesi sull'origine del nome del paese. Alcuni studiosi rifacendosi al Catalogus baronum del 1379 che indicava il paese come Rocca-scarengia ed a studi della lingua francese antica non ben identificati hanno sostenuto che "scalegna" deriverebbe da scarengia o scarenna cioè dirupo, scarpata o burrone, indicante il fianco dello sperone sul quale è posta la rocca; altri la fanno risalire al longobardo Aschari, Rocc-aschar che mutando la r in l per rotazione consonantica è diventata poi Roccascalegna. La tesi più accreditata e popolare sostiene invece che l'attuale nome derivi da "Rocca con la scala di legno", scala a pioli in legno che dal paese conduceva direttamente alla torre del castello (scala raffigurata anche nello stemma comunale).

### Medioevo

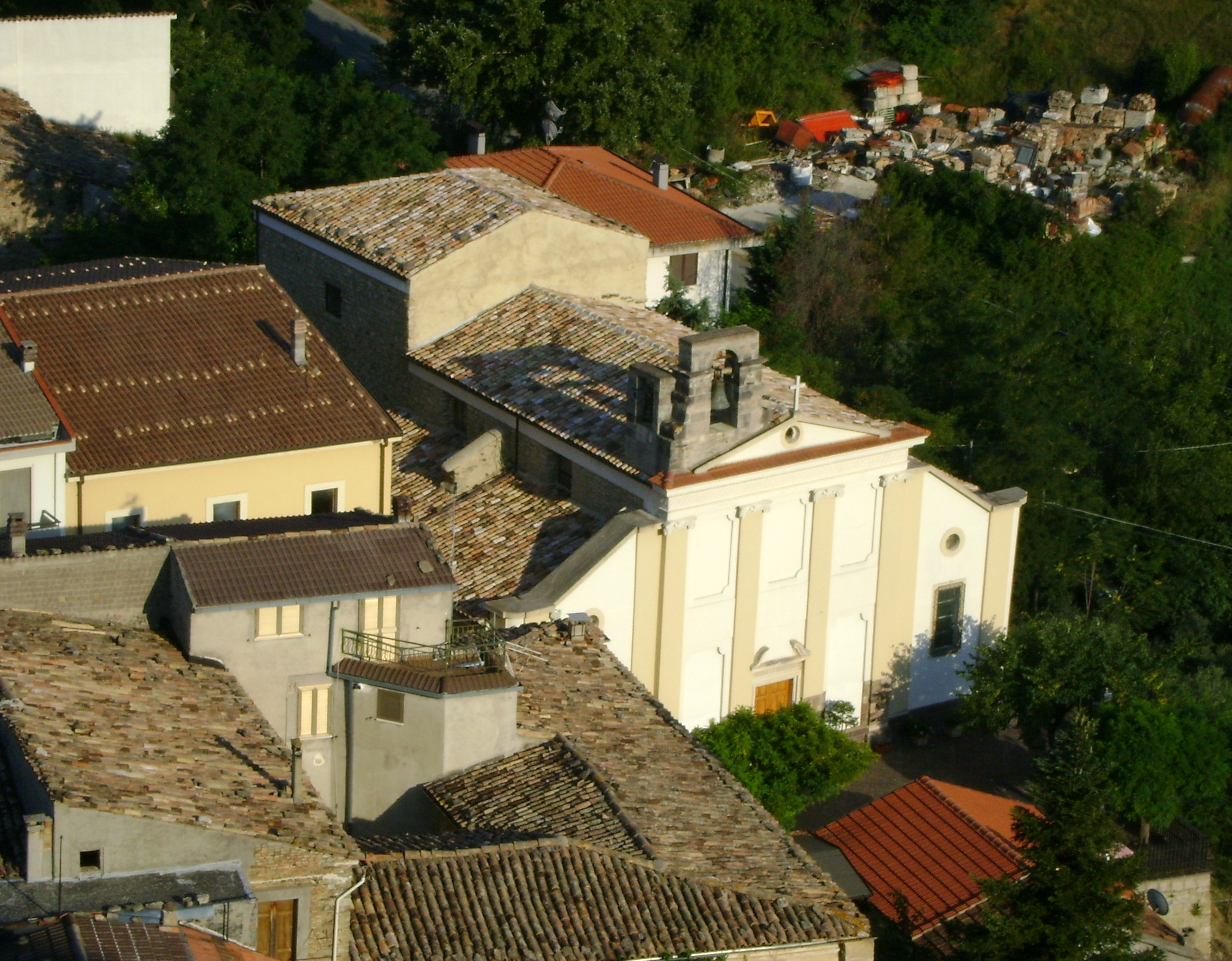
La chiesa dei Santi Cosma e Damiano

Come riferito dal Catalogus Baronum, l'origine del paese è del XII secolo, più precisamente nel 1160, forse su di un insediamento preesistente. Certo però è che in località Collelongo sono stati ritrovati dei ruderi dell'Eneolitico e a Capriglia e a Colle Cicerone dei ruderi di epoca romana. Tuttavia dei monaci, verosimilmente già esistevano in zona come per la Chiesa di San Pancrazio già esistente nell'829. La chiesa attuale risale al 1205 come ricostruzione della preesistente chiesa. Originariamente il borgo è sorto come avamposto longobardo per il controllo della Valle del Rio Secco per difendere la zona contro i Bizantini. I Longobardi eressero, dove ora è il castello di Roccascalegna, una torre d'avvistamento.
Indi si susseguirono dapprima i Franchi, poi i Normanni. Il vero e proprio castello, tuttavia, è, verosimilmente, di epoca normanna. Nel 1320 Roccascalegna viene nominata nel periodo angioino "cum castellione", all'epoca, quindi, il castello già esisteva. La successiva menzione è del XV secolo, nel regno di Giovanna II di Napoli durante le gesta di Giacomo Caldora, con la ribellione del figlio Antonio, i soprusi di Raimondo Caldora e l'ascesa al trono degli Aragonesi al trono del Regno di Napoli. In questo periodo un soldato sotto il comando di Giacomo Caldora, Raimondo d'Annecchino è feudatario del paese; la sua famiglia rimase feudataria del borgo fino al 1525 quando Giovanni Maria d'Annecchino fece ricostruire il castello.

### L'evo moderno
Con l'avvento dell'evo moderno vi è il solito avvicendarsi dei feudatari e vari passaggi dai feudatari stessi alla Regia Corte e da questa ad un nuovo signore cui far accettare i Capitoli. Nel 1531 Diego Sarmemto conferma questi Capitoli o Statuti, ma subito dopo il paese ritorna alla Regia Corte che la vende a Giovanni Genovois di Chalem che la rivende ai Carafa. Orazio Carafa oppresse i paesani fino a che, il 15 ottobre 1584 insorgono e, aiutati dal prete, lo uccidono. Gli succedono il fratello Giovanni Girolamo e Girolamo. Alla fine del secolo i Carafa, oberati di debiti, sono costretti a vendere il castello.
Ai Carafa succedono i Corvo o de Corvis. Gli ultimi feudatari di Roccascalegna furono i Nanni. Il castello, all'epoca versava in pessime condizioni. La loro residenza fu spostata più in basso, in un luogo ritenuto più comodo. Oggi tale palazzo è adibito a residenza privata, ma vi sono anche un forno ed un laboratorio di un artigiano. Con l'unità d'Italia prosperano lutti, ruberie, emigrazione e brigantaggio mentre i ricchi borghesi speculano sulla proprietà fondiaria. Il castello per essere restaurato dovrà attendere il finire del millennio.

### Leggende
A metà del 1600 un barone della famiglia Corvi o de Corvis impose ai suoi vassalli la venerazione un corvo nero, detto appunto "corvo de' Corvis" o "corvo dei Corvi", chi rifiutava di venerare questo corvo veniva arrestato e/o portato nelle segrete. Dire che i vassalli venissero arrestati e buttati nelle segrete è un eufemismo per dire quanto la famiglia ci tenesse all'adorazione dei corvi. Si trattava di antica adorazione dei corvi dai tempi degli antichi romani, forse legata alla leggenda di Marco Valerio Corvo e della gens Valeria, usanza analoga alla più nota venerazione dei corvi della Torre di Londra legati alle sorti della Britannia (oggi Gran Bretagna) e alla corona d'Inghilterra. Successivamente, in altre leggende denominate di “corvo de Corvis” il nome fu attribuito al barone.
Secondo una tradizione popolare - ripresa in chiave surreale anche nel film Sottovoce del 1993 - nel corso del XVII secolo un esponente della famiglia Corvo De Corvis, durante una rivolta popolare animata a Napoli da Masaniello e Giulio Genoino e localmente dal generale Giovanni Grillo (che lavorava per Enrico II di Guisa) contro il regime vicereale spagnolo, si sarebbe trasferito dalla Corte di Napoli ai suoi possedimenti di Roccascalegna, dove avrebbe cercato di ripristinare una tassa che ricordava quella medievale dello Ius primæ noctis. Ciò avrebbe naturalmente suscitato una ribellione tra i suoi sudditi, e una persona ignota (uno uomo o una donna), si sarebbe nottetempo introdotto nel Castello e sostituito alla consorte, uccidendo il feudatario.

### Simboli
Lo stemma comunale e il gonfalone sono stati concessi con decreto del presidente della Repubblica del 21 novembre 1995.
Il gonfalone è un drappo di bianco.

## Monumenti e luoghi d'interesse
Roccascalegna è tra i paesi ai quali è stato assegnato il marchio Bandiera arancione del Touring Club Italiano. Inoltre, è uno dei trentanove comuni italiani facenti parte dell'Associazione Nazionale delle Città del Miele.

### Il castello

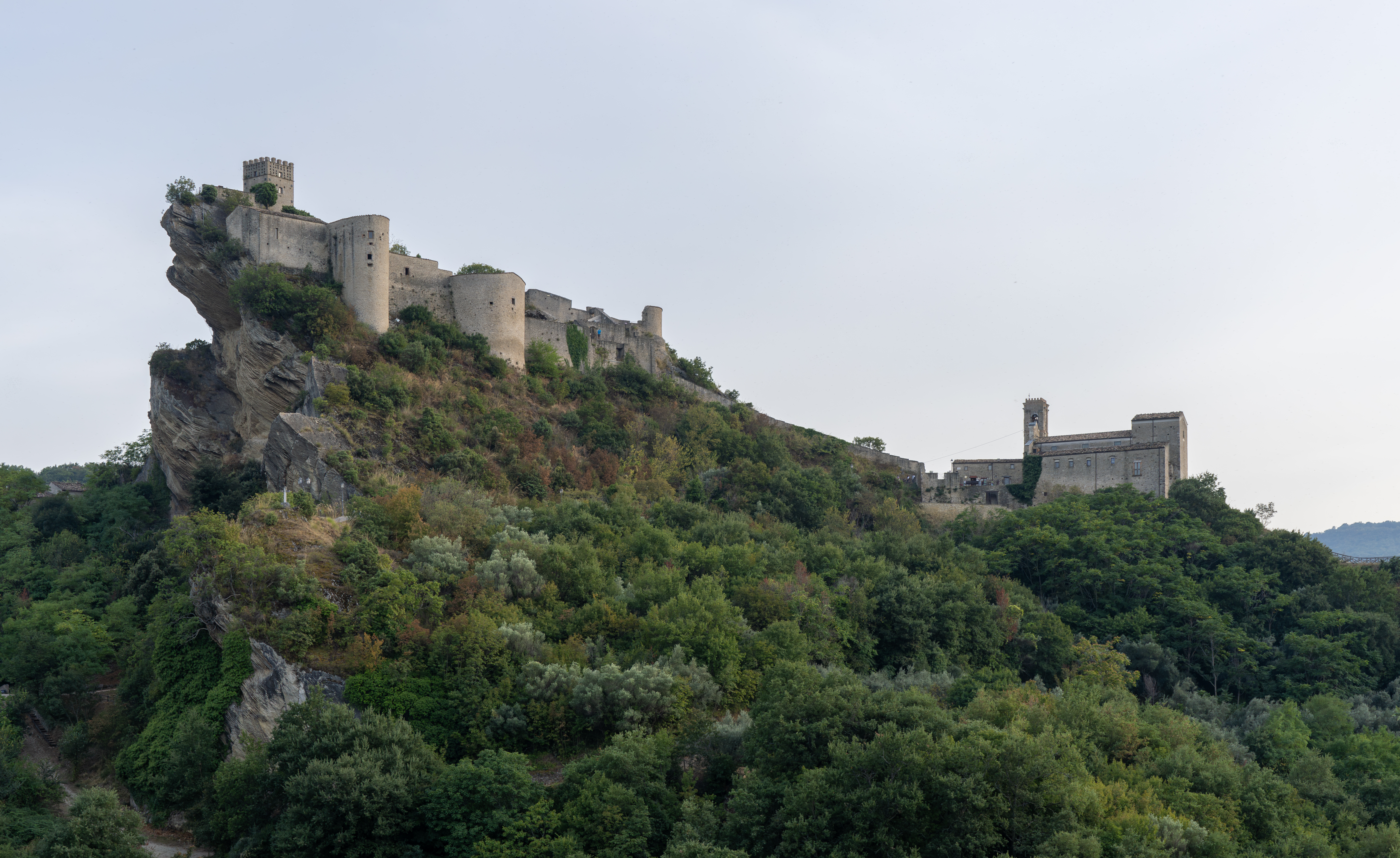
Castello di Roccascalegna

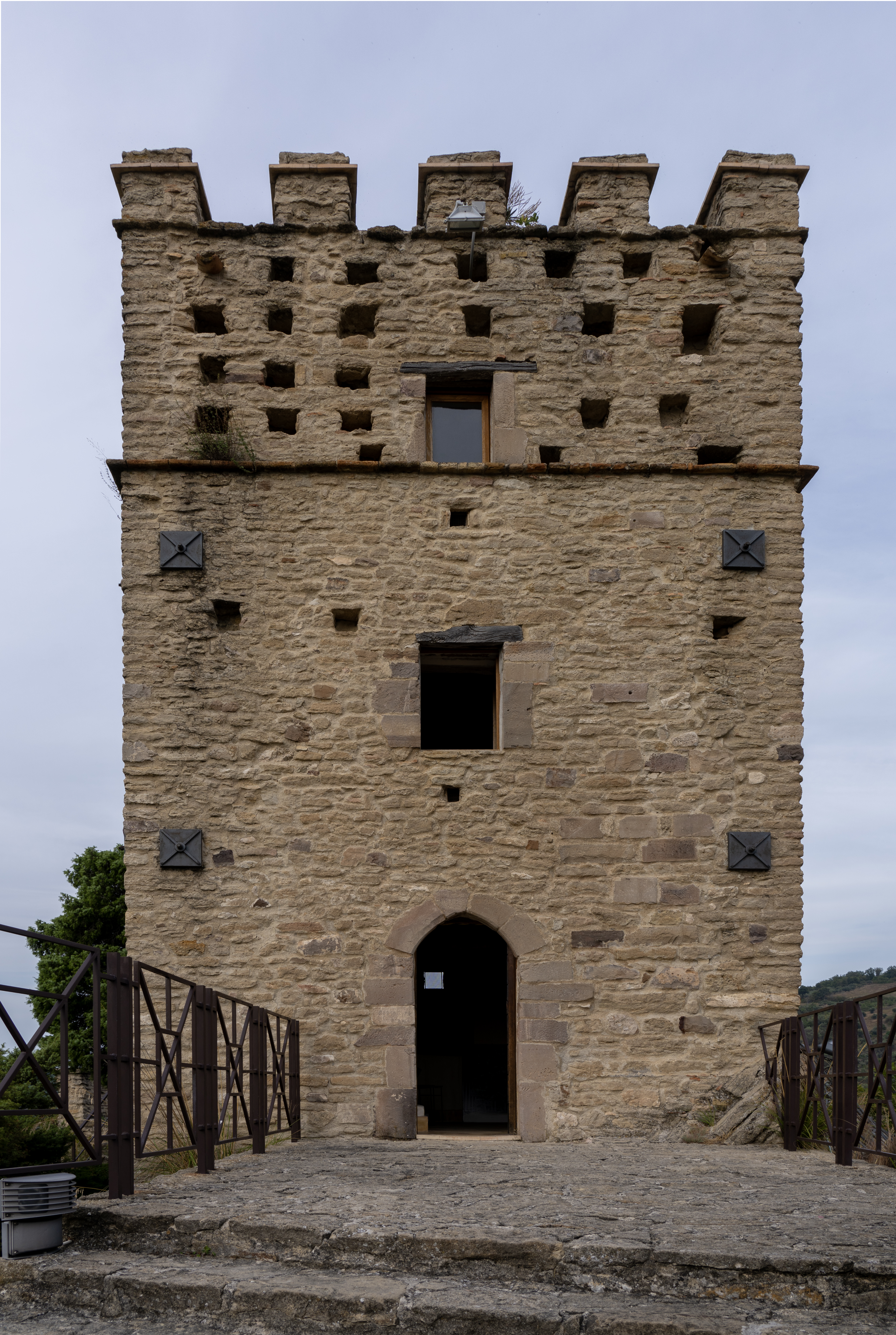
Torre medievale di Roccascalegna.

Viene chiamato dai paesani La Rocca. Il castello venne verosimilmente costruito dai Longobardi a difesa dalle invasioni bizantine di un centro abitato longobardo poco tempo prima fondato, dapprima come torre d'avvistamento poi man mano ingrandito fino a diventare un castello. Il Castello domina, su di uno sprone con fianchi a burrone, la valle del Riosecco, affluente di sinistra del Sangro. Poi, esclusa una bolla contabile del 1320, il castello di Roccascalegna cade nell'oblio fino al 1525, epoca in cui avviene un restauro causa l'introduzioni delle nuove (per l'epoca) armi da fuoco. Successivamente il castello passa nelle mani della famiglia Corvi per tutto il XVII secolo. Nel 1705, subisce un secondo restauro, ma stavolta si tratta della monumentale rampa d'accesso. Un nuovo periodo di oblio colpisce il castello, a causa della scelta di abbandonarlo da parte della famiglia Nanni in favore del palazzo baronale. Nel 1985, quando l'ultima famiglia di feudatari (i Croce-Nanni) donò al comune il castello, il quale inizia subito un'opera di restauro terminato solamente nel 1996, restauro che porterà all'antico splendore il castello. Compare nel film Il racconto dei racconti - Tale of Tales di Matteo Garrone.

### Scavi archeologici
- In località Colle Longo ad 80–90 cm. dal livello di campagna, a 250 m. s.l.m., nell'agosto del 2000 sono stati trovati dei resti archeologici comprendenti ceramiche grossolana e fine ed industria litica per lo più in arenaria e selce risalenti all'Eneolitico,[19] e più precisamente al III millennio a.C.[20]
- In località Collebuono sono stati trovati, invece, dei ruderi di un edificio del III secolo a.C.[21]

### Le chiese

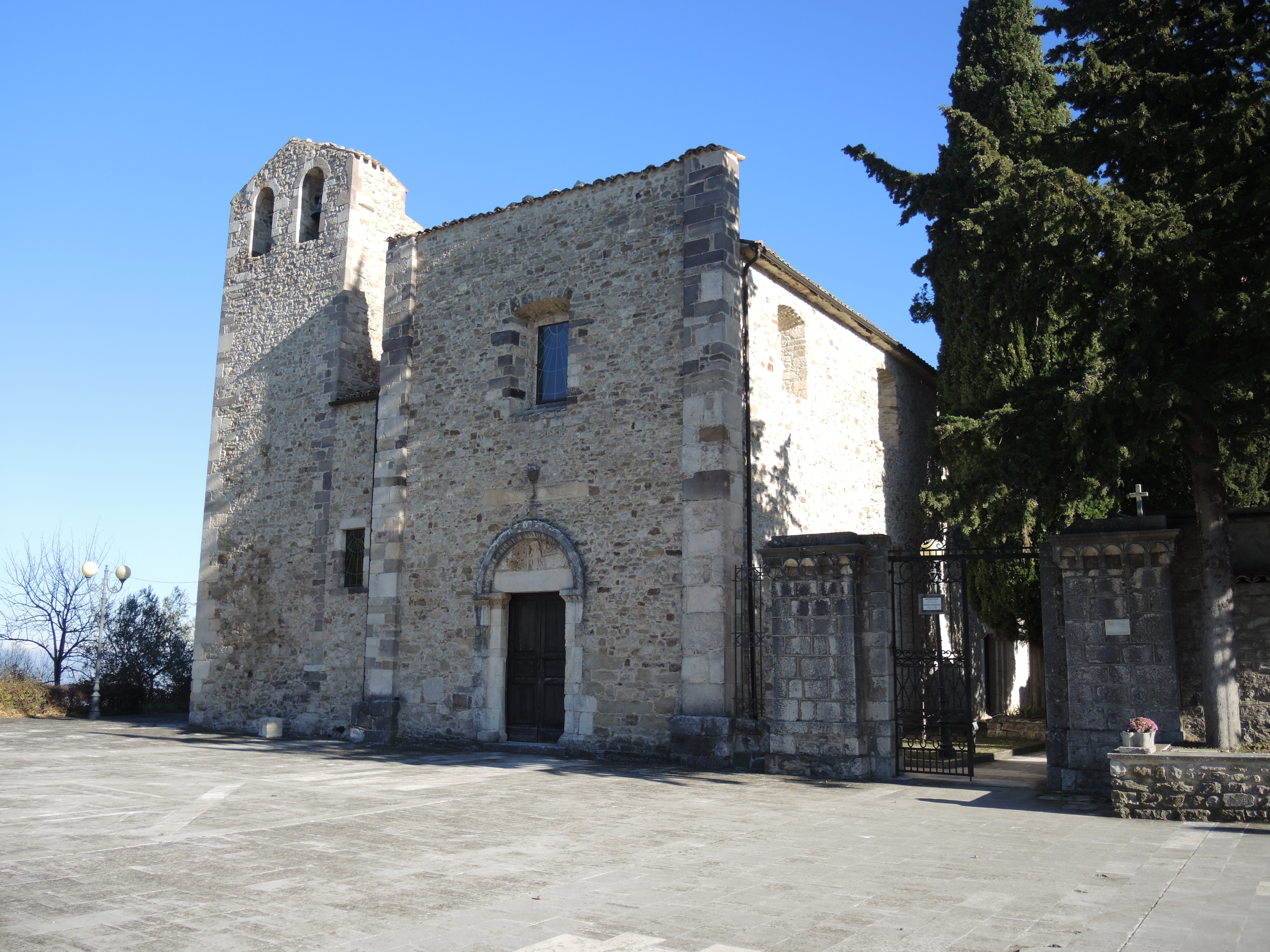
chiesa di San Pancrazio

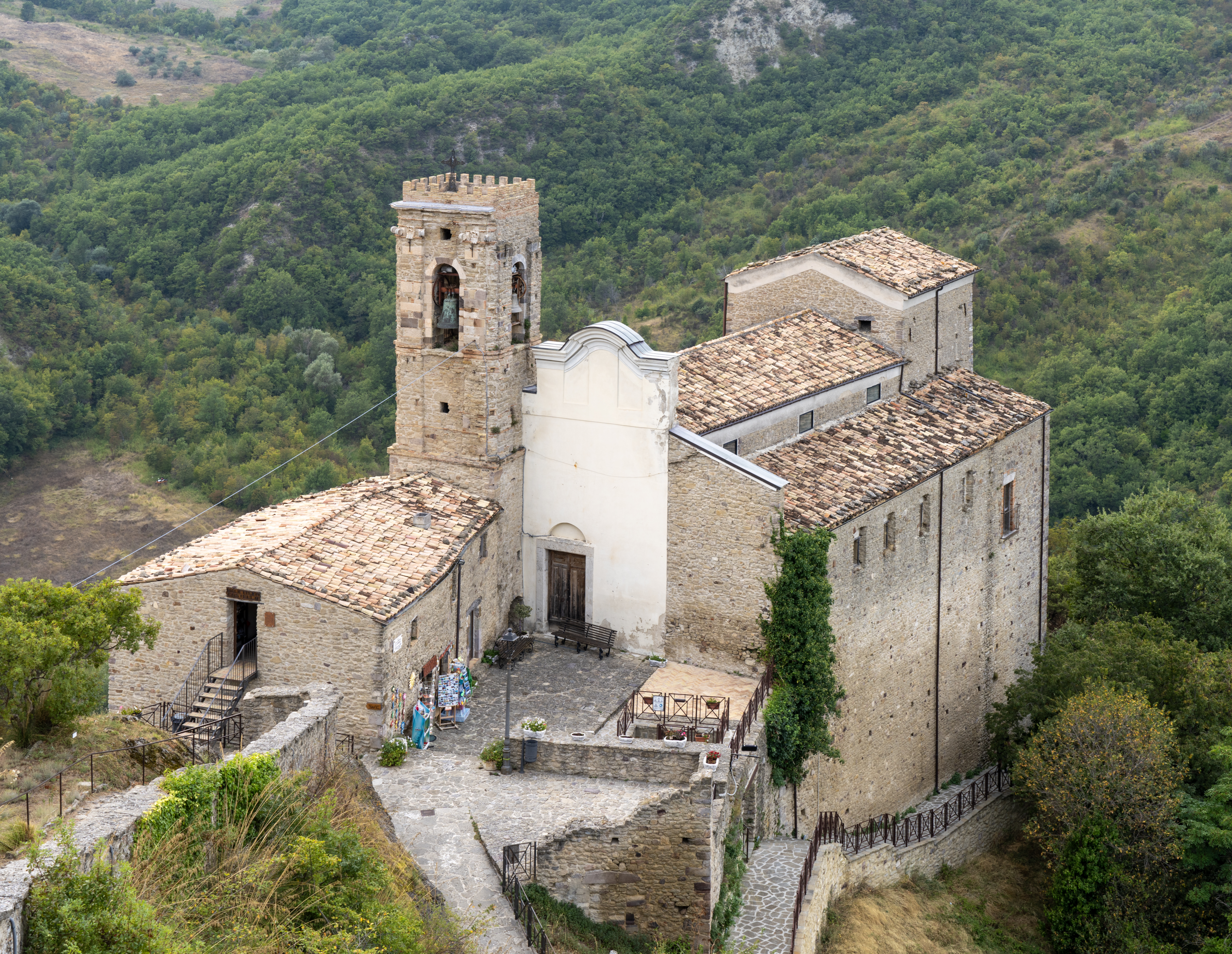
La chiesa di San Pietro

- La chiesa di San Pancrazio. Questa chiesa è sita presso il cimitero ed è ad 2 navate senza abside.[22]
- La chiesa di San Cosma e Damiano. Questa chiesa, invece, è a 3 navate di tipo basilicale con abside quadrato a calotta semisferica.[23]
- La chiesa di San Pietro. Anche questa chiesa è di tipo basilicale a 3 navate ma con abside leggermente spostato rispetto all'asse centrale. Anticamente, prima che si costruisse il cimitero, vi si tumulavano delle salme.[24]

### Altro
- Il borgo. È sito ai piedi della rocca. È composto da case a loro volta composte da uno o due piani, in parte rovinate dall'incuria fino a diventare rudere ed in parte ripristinate per essere abitate site nella via che porta che segue i piedi del monticello dov'è sito il castello. La via finisce all'accesso del castello stesso presso la chiesa di San Pietro.[25]
- Vari belvedere (dal castello e dalla rampa d'accesso al castello stesso, di cui uno sulla Maiella).
- Il monumento alle vittime della tragedia di Marcinelle[26].

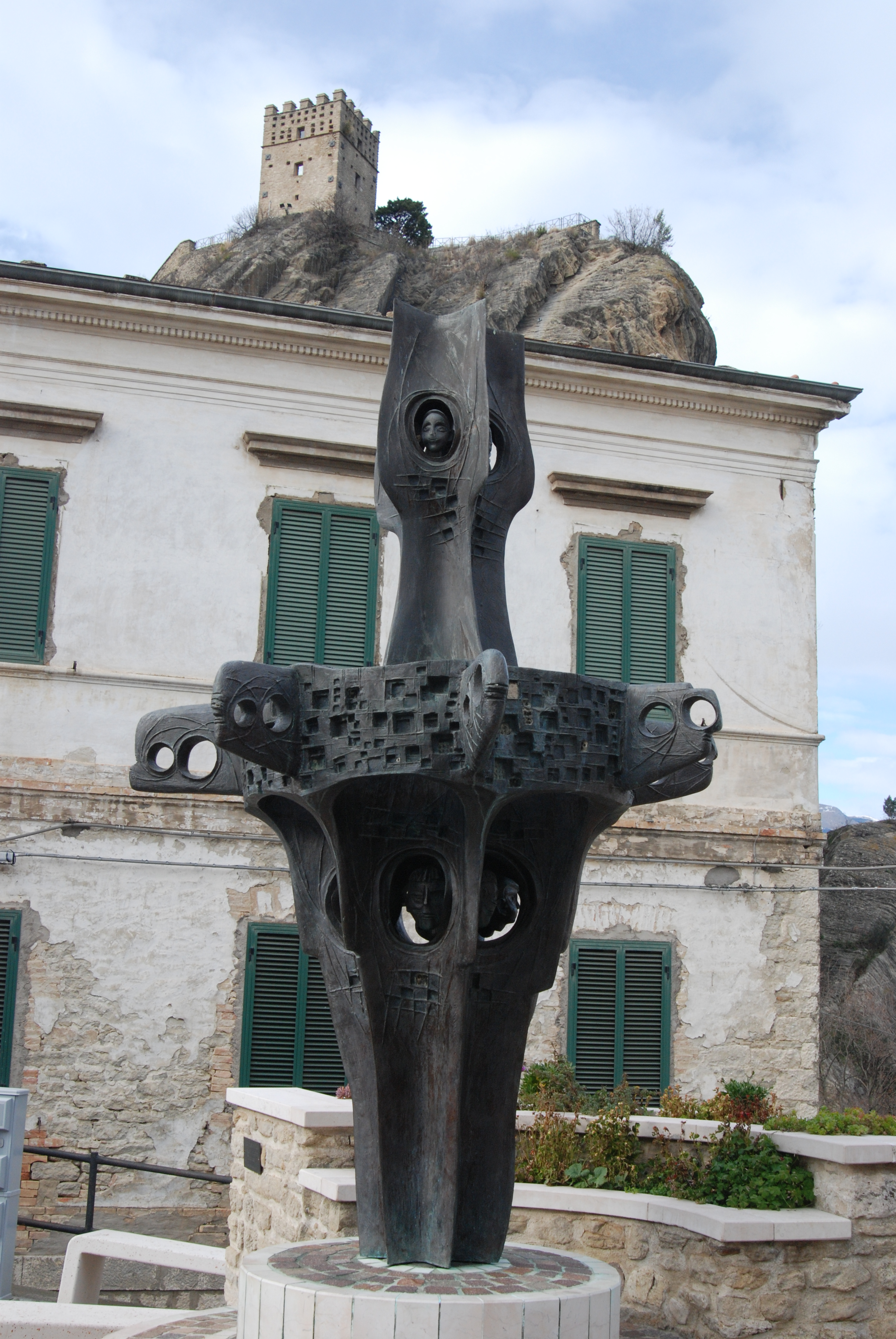
Arca del Pace, Pietro De Laurentiis

- L'Arca della Pace, grande scultura in bronzo dedicata alle vittime di tutte le guerre, opera dello scultore Pietro De Laurentiis, natio di Roccascalegna. Si tratta della fusione in bronzo di un gesso già esposto e pubblicato diverse volte, tra l'altro in occasione della IX Quadriennale di Roma, del 1965[27].

## Società

### Evoluzione demografica
Abitanti censiti

### Etnie e minoranze straniere
Secondo i dati ISTAT al 31 dicembre 2010 la popolazione straniera residente era di 104 persone. Le nazionalità maggiormente rappresentate in base alla loro percentuale sul totale della popolazione residente erano:
- Romania 49 3,60%
- Marocco 30 2,20%

## Amministrazione

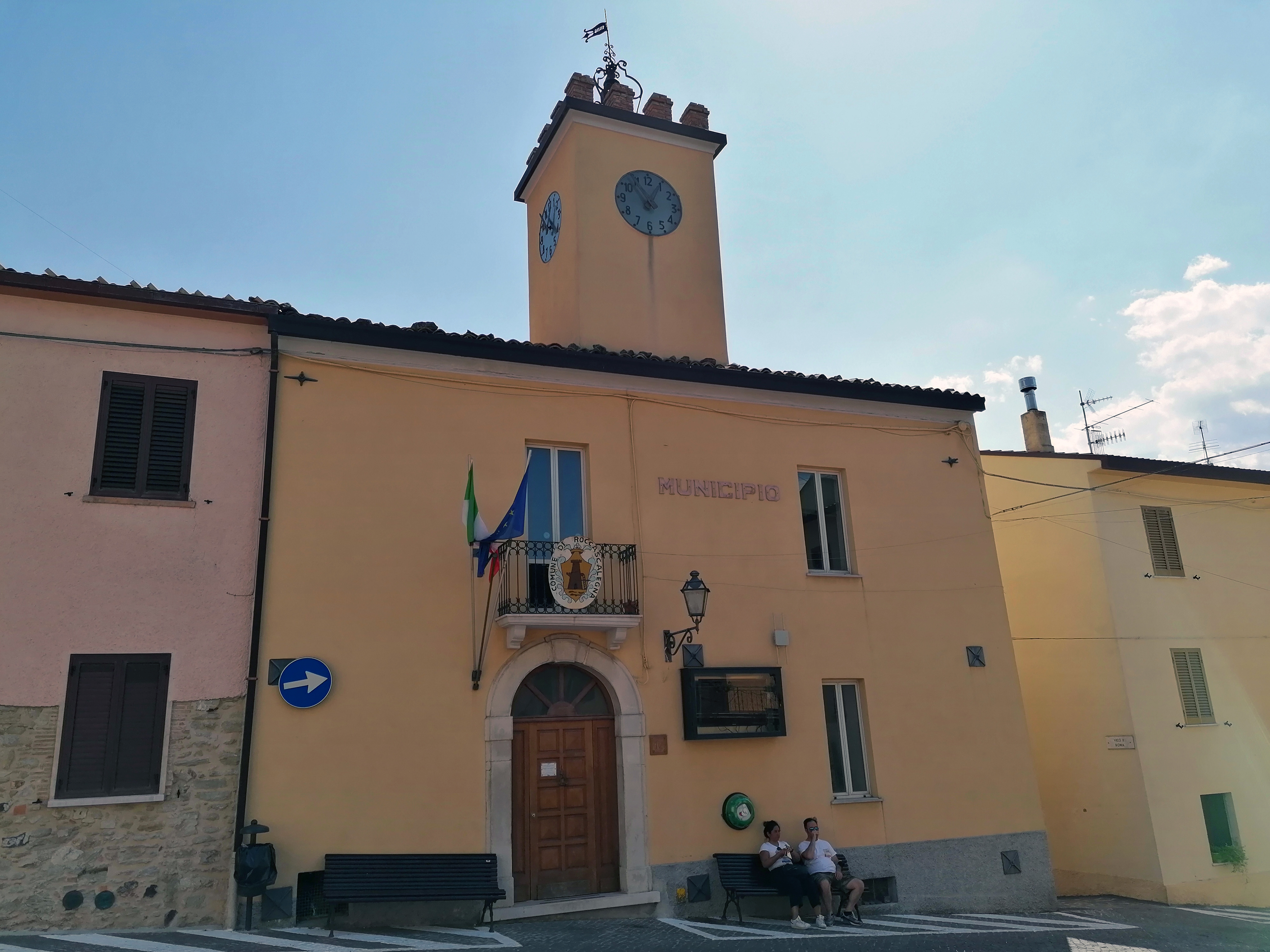
Municipio di Roccascalegna

| Periodo        | Periodo        | Primo cittadino                  | Partito                                                              | Carica  | Note          |
| -------------- | -------------- | -------------------------------- | -------------------------------------------------------------------- | ------- | ------------- |
| 12 giugno 1994 | 26 maggio 2002 | Giovanni Angelo Di Giovannangelo | Lista Civica (1982-1998) Lista Civica di Centro-sinistra (1998-2002) | Sindaco | [ 30 ] [ 31 ] |
| 27 maggio 2002 | 6 maggio 2012  | Nicola Fiorindo Travaglini       | Lista Civica di Centro-sinistra(1998-2002) Lista Civica (2002-2007)  | Sindaco | [ 32 ] [ 33 ] |
| 7 maggio 2012  | in carica      | Domenico Giangiordano            | Lista Civica Domani per Roccascalegna                                | Sindaco | [ 1 ]         |